# Amtsgericht Monschau

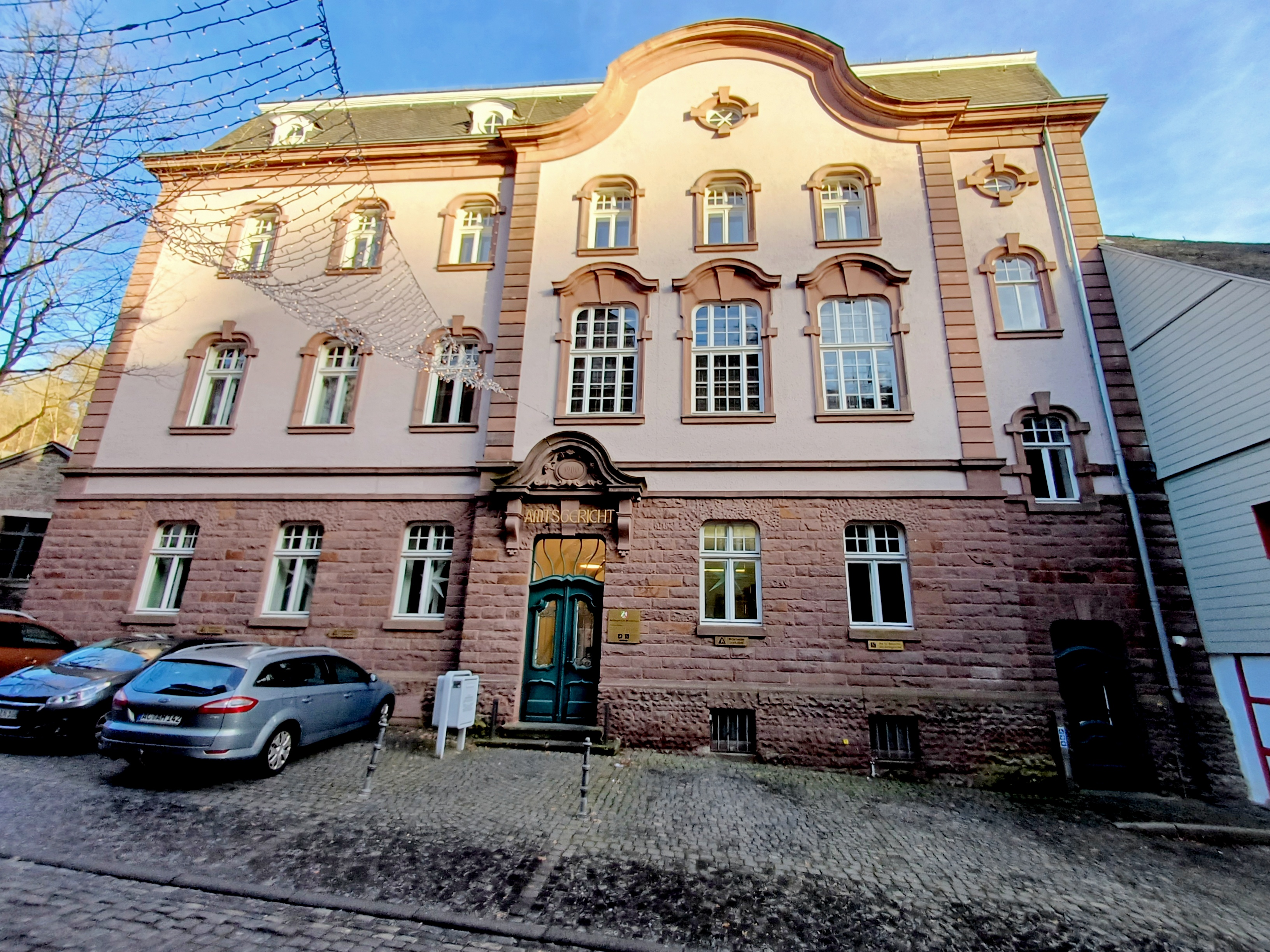
Amtsgericht Monschau (2024)

Monschau ist Sitz des Amtsgerichts Monschau (bis 1918: Amtsgericht Montjoie), welches für die Stadt Monschau und die Gemeinde Simmerath in der südlichen Städteregion Aachen zuständig ist. In dem 206 km² großen Gerichtsbezirk leben rund 28.400 Menschen. Nachbaramtsgerichte sind Aachen, Düren, Eschweiler und Schleiden.

## Geschichte
In Montjoie bestand bis 1879 das Friedensgericht Montjoie. Das königlich preußische Amtsgericht Montjoie wurde mit Wirkung zum 1. Oktober 1879 als eines von 16 Amtsgerichten im Bezirk des Landgerichtes Aachen im Bezirk des Oberlandesgerichtes Köln gebildet. Der Sitz des Gerichts war Montjoie.
Sein Gerichtsbezirk umfasste den Kreis Montjoie außer dem Teil, der dem Amtsgericht Stolberg zugeordnet war.
Am Gericht bestand 1880 eine Richterstelle. Das Amtsgericht war damit ein kleines Amtsgericht im Landgerichtsbezirk.
Als am 9. August 1918 die Stadt Montjoie in Monschau umbenannt wurde, änderte sich auch der Name des Amtsgerichts entsprechend. 1969 schied die Gemeinde Roetgen aus dem Amtsgerichtsbezirk Monschau aus.

## Amtsgerichtsgebäude
Am 10. November 1899 war Richtfest des heutigen Gebäudes in der Laufenstraße 38. Das Amtsgerichtsgebäude steht unter Denkmalschutz.

## Übergeordnete Gerichte
Das dem Amtsgericht Monschau übergeordnete Landgericht ist das Landgericht Aachen, welches wiederum dem Oberlandesgericht Köln untersteht.